# アーゾラ
アーゾラ（伊: Asola）は、イタリア共和国ロンバルディア州マントヴァ県にある、人口約10,000人の基礎自治体（コムーネ）。

## 地理

### 位置・広がり

#### 隣接コムーネ
隣接するコムーネは以下の通り。括弧内のBSはブレシア県所属を示す。
- アックアネグラ・スル・キエーゼ
- カンネート・スッローリオ
- カザルモーロ
- カザロルド
- カザルロマーノ
- カステル・ゴッフレード
- フィエッセ (BS)
- ガンバラ (BS)
- マリアーナ・マントヴァーナ
- ピューベガ
- レメデッロ (BS)

### 気候分類・地震分類
気候分類では、zona E, 2420 GGに分類される。
また、イタリアの地震リスク階級 (it) では、zona 3 (sismicità bassa) に分類される。

## 行政

### 分離集落
アーゾラには、以下の分離集落（フラツィオーネ）がある。
- Barchi, Castelnuovo, Gazzuoli, San Pietro, Sorbara, Seriole

## 姉妹都市
- ラインガルテン、ドイツ 2004年
- Lésigny、フランス 2004年